# North Dakota Fighting Hawks
North Dakota Fighting Hawks, tidigare North Dakota Flickertails och North Dakota Fighting Sioux, är en idrottsförening tillhörande University of North Dakota och har som uppgift att ansvara för universitetets idrottsutövning.
Idrottsföreningen grundades med namnet North Dakota Flickertails och 1930 genomgick den ett namnbyte och fick namnet North Dakota Fighting Sioux. Namnet var väldigt kritiserat av grupper som representerade USA:s ursprungsbefolkning under åren som gick och 2005 instiftade idrottsförbundet National Collegiate Athletic Association (NCAA) nya riktlinjer som uppmanade utbildningsinstitutioner som använde sig av namn och logotyper föreställande ursprungsbefolkning att byta ut dessa. Universitetet svarade 2007 med att stämma NCAA och i en förlikning gick idrottsförbundet med på att göra ett undantag och lät dem ha kvar namn och logotyp fram till 2010. April det året blev universitetet beordrad av North Dakotas State Board of Higher Education att byta namn och logotyp och det skulle vara slutfört under 2011. Affären om namnet och logotypen tog en ny vändning i mars det året när North Dakotas delstatssenat röstade för att universitetet skulle ha kvar dessa med röstsiffrorna 28-15, och guvernören Jack Dalrymple signerade dekretet. Det blev dock upphävt när NCAA hotade med repressalier för universitetet och idrottsföreningen. I februari 2012 hade anhängare av det gamla namnet genomfört en namninsamling och där man hade fått in fler än 17 000 signaturer som stödde att idrottsföreningen skulle fortsätta med Fighting Sioux och universitetet valde att göra vad namninsamlingen ville, detta skapade dock irritation hos NCAA som tappade tålamodet och skickade en slutgiltig varning till universitetet för de fortfarande inte hade genomfört vad NCAA krävde av dem. I juni samma år genomfördes det en folkomröstning och 67,35% av väljarna röstade för att gå på NCAA:s linje. Några dagar senare tog North Dakota State Board of Higher Education det slutgiltiga beslutet och beordrade University of North Dakota att ta bort namn och logotyp omedelbart. De tre efterföljande åren hade de inget officiellt namn men i november 2015 meddelade universitetet att idrottsföreningen skulle heta framöver North Dakota Fighting Hawks efter att universitetet hade genomfört en omröstning och där Fighting Hawks hade fått 57,24% av rösterna.

## Idrotter

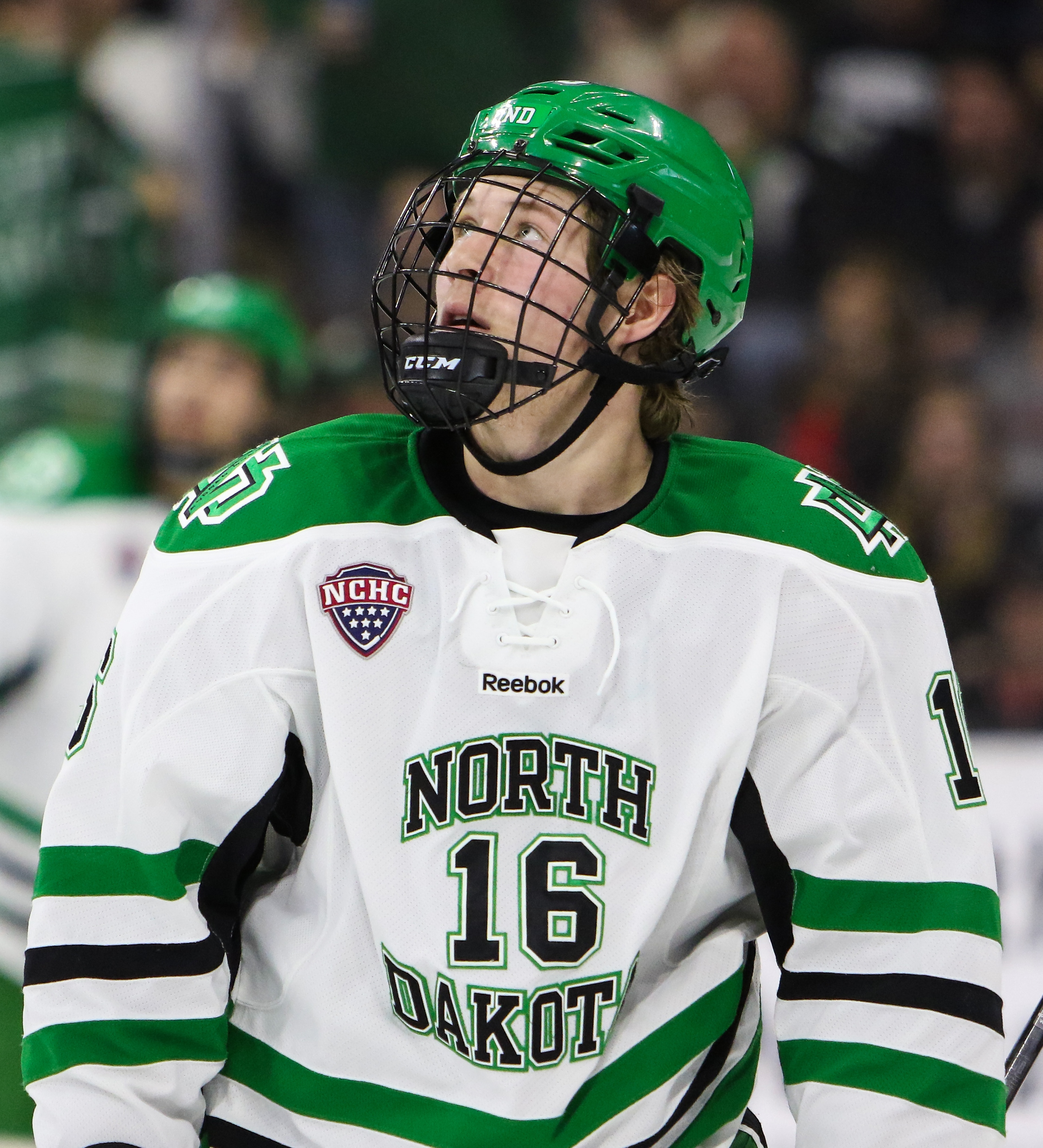
Brock Boeser.

Fighting Hawks deltager i följande idrotter:
| Herrar - Amerikansk fotboll - Basket - Friidrott - Golf - Ishockey - Simning - Simhopp - Tennis - Terränglöpning | Damer - Basket - Fotboll - Friidrott - Golf - Ishockey - Simning - Simhopp - Softboll - Tennis - Terränglöpning - Volleyboll |

## Idrottsutövare

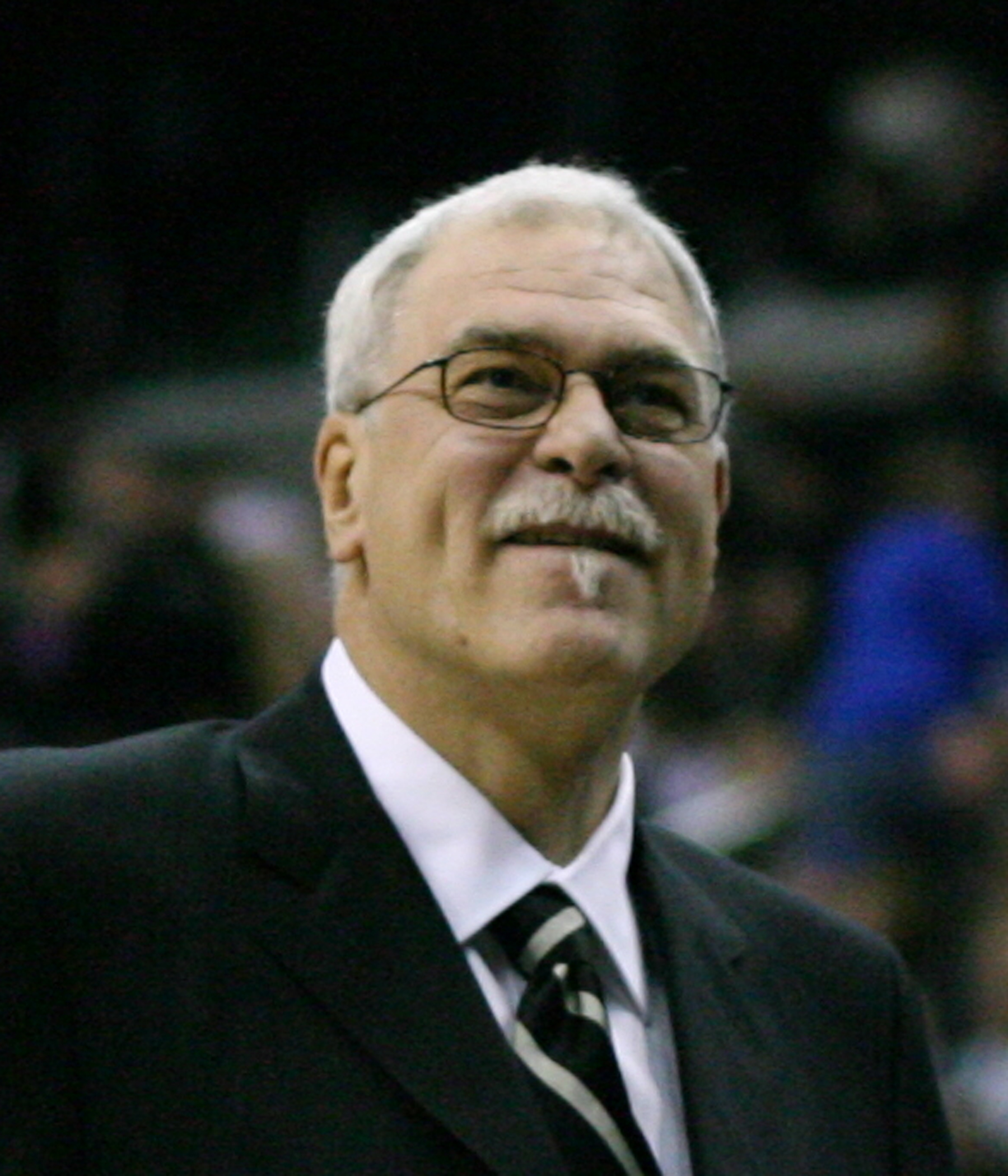
Phil Jackson.

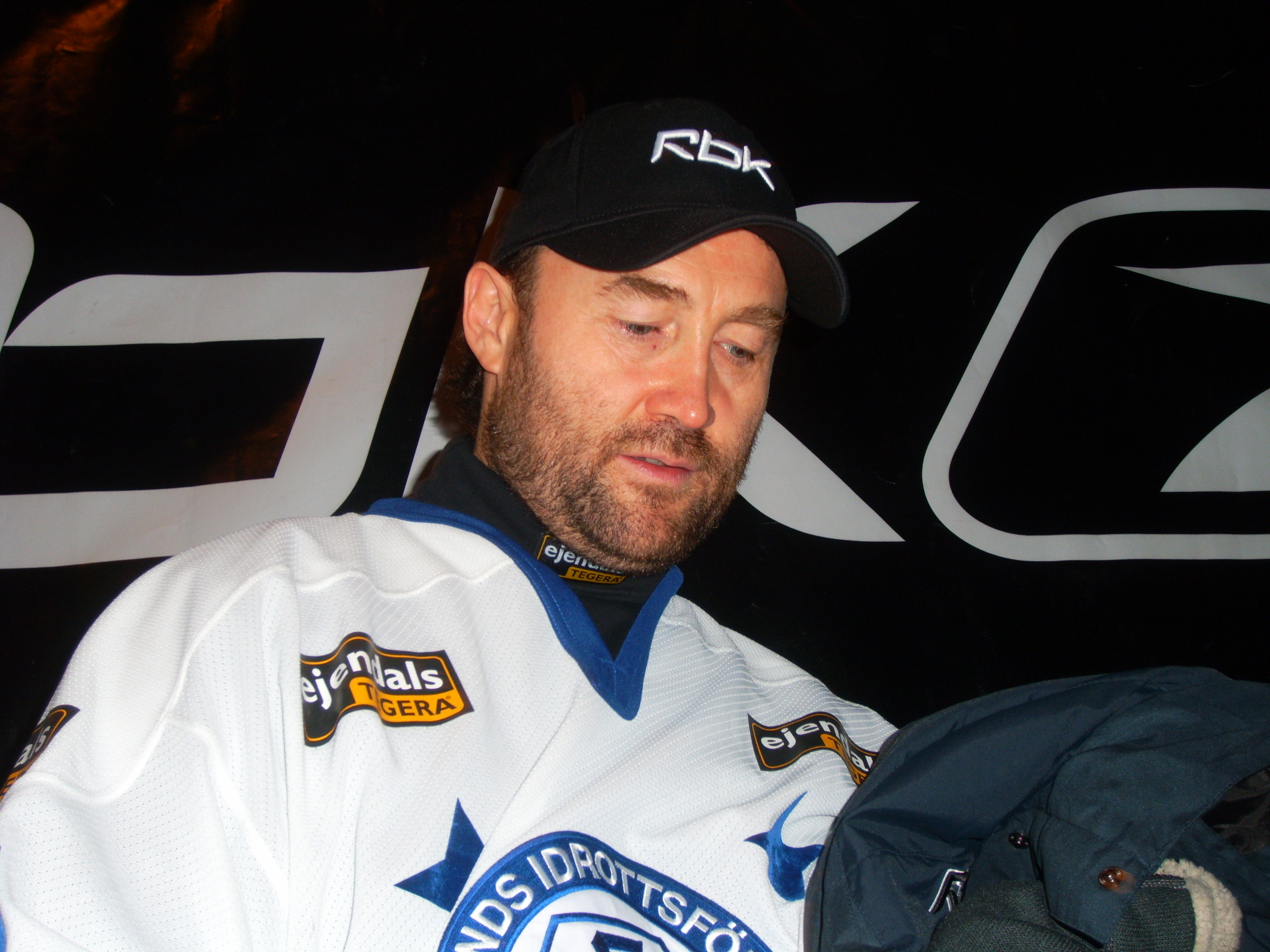
Ed Belfour.

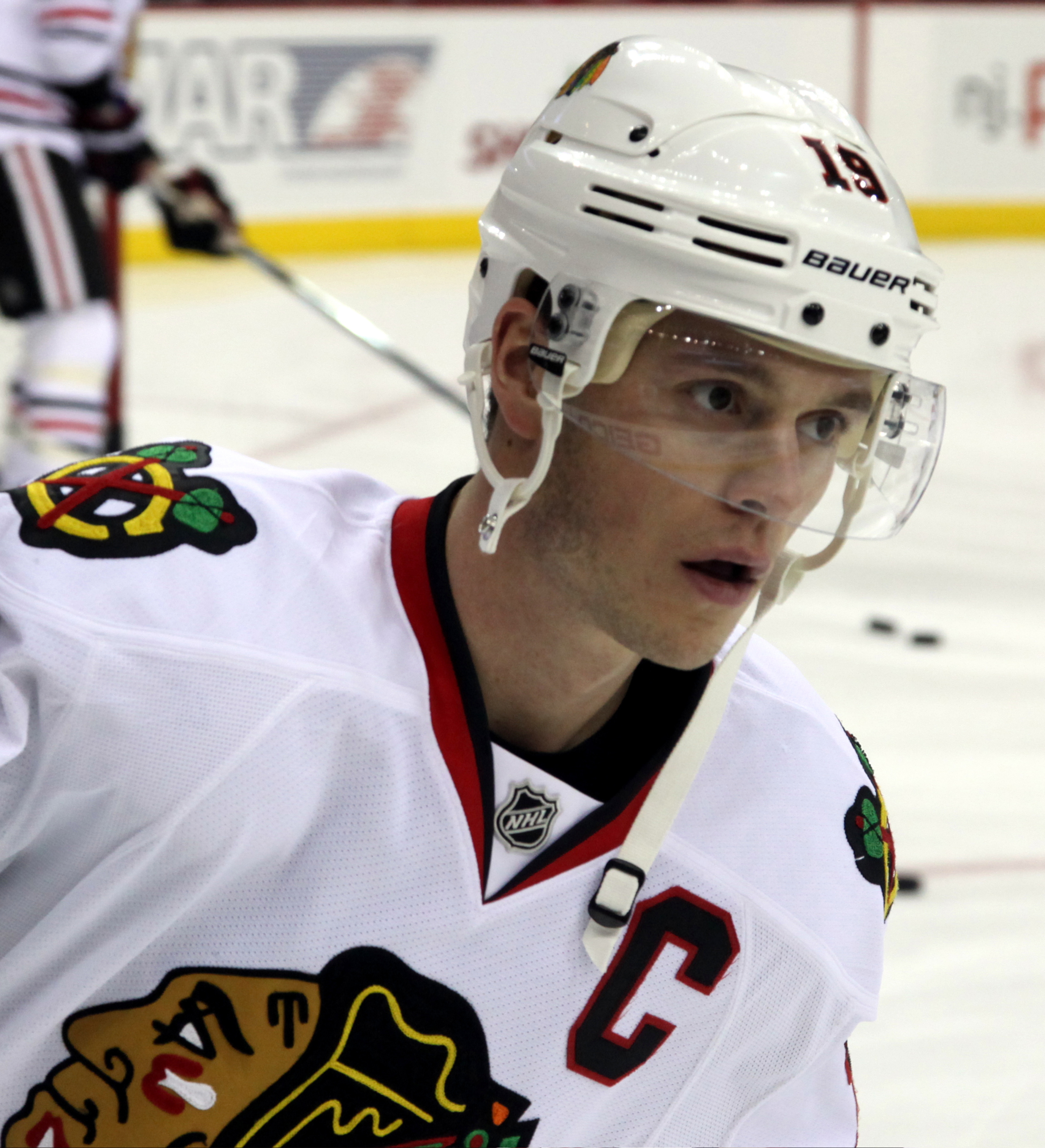
Jonathan Toews.

| Basket - Phil Jackson Golf - Beverly Hanson Ishockey - Jim Archibald - Murray Baron - Ed Belfour - Jacob Bernard-Docker - Jackson Blake - Jason Blake - Brandon Bochenski - Brock Boeser - Brad Bombardir - Drake Caggiula - Jon Casey - Taylor Chorney - Dave Christian - Gordon Christian - Mike Commodore - Brad DeFauw - Aaron Dell - Joe Finley - Derek Forbort - Matt Frattin - Johanna Fällman | - Rhett Gardner - Chay Genoway - Shane Gersich - Lee Goren - Matt Greene - Rocco Grimaldi - Dave Hakstol - Tony Hrkac - Greg Johnson - Luke Johnson - Ryan Johnson - Tyson Jost - Michelle Karvinen - Matt Kiersted - Tyler Kleven - Corban Knight - Paul LaDue - Jocelyne Lamoureux - Monique Lamoureux - Brian Lee - Craig Ludwig - David Lundbohm - Andrew MacWilliam - Brad Malone - Zane McIntyre - Troy Murray - Brock Nelson | - T.J. Oshie - Zach Parise - James Patrick - Shane Pinto - Austin Poganski - Tucker Poolman - Chris Porter - Carter Rowney - Jordan Schmaltz - Nick Schmaltz - Dillon Simpson - Matt Smaby - Cole Smith - Drew Stafford - Troy Stecher - Mark Taylor - Dave Tippett - Jonathan Toews - Chris VandeVelde - Dixon Ward - Matt Watkins - Jasper Weatherby - Christian Wolanin - Travis Zajac |